# Антипинское сельское поселение
Антипинское се́льское поселе́ние — муниципальное образование в Нижнетавдинском районе Тюменской области Российской Федерации.
Административный центр — село Антипино.

## История
Статус и границы сельского поселения установлены Законом Тюменской области от 5 ноября 2004 года № 263 «Об установлении границ муниципальных образований Тюменской области и наделении их статусом муниципального района, городского округа и сельского поселения».

## Население
| 2010 | 2011 | 2012 | 2013 | 2014 | 2015 | 2016 |
| ---- | ---- | ---- | ---- | ---- | ---- | ---- |
| 819  | ↗820 | ↘804 | ↘774 | ↘747 | ↘692 | ↘683 |
| 2017 | 2018 | 2019 | 2020 | 2021 |      |      |
| ↗685 | ↘683 | ↘661 | ↘651 | ↗898 |      |      |

## Состав сельского поселения
| № | Населённый пункт | Тип населённого пункта       | Население |
| - | ---------------- | ---------------------------- | --------- |
| 1 | Антипино         | село, административный центр | 445       |
| 2 | Вершина          | деревня                      | 57        |
| 3 | Елань            | село                         | 99        |
| 4 | Камышинка        | деревня                      | 0         |
| 5 | Кускургуль       | село                         | 156       |
| 6 | Троицкое         | село                         | 34        |
| 7 | Турнаева         | деревня                      | 28        |